# Alexander Schuster
Alexander Schuster (* 9. Mai 1975 in Heilbronn) ist ein ehemaliger deutscher Eishockeyspieler (Verteidiger), der seit seinem Karriereende als Trainer arbeitet.

## Karriere
Schuster begann seine Karriere in der Saison 1994/95 in der 1. Liga Süd beim Heilbronner EC, den er schon nach einem Jahr verließ, um für den ETC Timmendorfer Strand in der 1. Liga Nord zu spielen.
Zur Saison 1996/97 wechselte Schuster zum EC Hannover Turtles, bei denen er auch in der Saison 1997/98 unter Vertrag stand.
In der Saison 1998/99 kehrte Schuster dann zum Heilbronner EC zurück, für den er auch in der 1999/2000 aufs Eis ging, ehe er sich zur Saison 2000/01 zu einem Wechsel zu den Hamburg Crocodiles in die Oberliga entschied.
Nach einem Jahr in der Oberliga kehrte Schuster zur Saison 2001/02 in die 2. Bundesliga zurück und unterschrieb einen Vertrag beim EV Duisburg, bevor er zu Beginn der Saison 2002/03 zum Ligakonkurrenten EC Bad Nauheim wechselte.
Die Saison 2004/05 begann Schuster in der Oberliga beim Heilbronner EC, den er allerdings unter der Saison wieder verließ, um die Saison beim SC Bietigheim-Bissingen zu beenden.
In der Saison 2005/06 stand er dann beim EHC München unter Vertrag, mit dem ihm in seiner bisher letzten Zweitliga-Saison der Klassenerhalt gelang.
Ab der Saison 2006/07 war Schuster wieder in der Oberliga aktiv, wo er zuerst bei den Hannover Indians spielte, bevor er zur Saison 2007/08 zum EHC Klostersee wechselte. Ab der Saison 2009/10 war er für den Landesligisten Wanderers Germering als Stand-By-Spieler aktiv, ehe er seine Karriere 2011 beendete. Seither ist er Assistenztrainer der Wanderers Germering.

## Statistik
(Legende zur Spielerstatistik: Sp oder GP = absolvierte Spiele; T oder G = erzielte Tore; V oder A = erzielte Assists; Pkt oder Pts = erzielte Scorerpunkte; SM oder PIM = erhaltene Strafminuten; +/− = Plus/Minus-Bilanz; PP = erzielte Überzahltore; SH = erzielte Unterzahltore; GW = erzielte Siegtore; 1 Play-downs/Relegation; Kursiv: Statistik nicht vollständig)